# Argyrargenta giacomellii
Argyrargenta giacomellii là một loài bướm đêm trong họ Noctuidae.